# トーマス・ミューレ
トーマス・ミューレ（Thomas Myhre, 1973年10月16日 - ）はノルウェー出身の元ノルウェー代表サッカー選手である。ポジションはゴールキーパー。

## 経歴
アデコリーガエン（2部）のモスFKでキャリアをスタートさせ、1993年にエリテセリエン（1部）のバイキングFKに移籍。U-21ノルウェー代表でも活躍し、通算27試合に出場する。1996年シーズンはケガで出場機会が無かったが、翌年には復帰し、11月にイングランド・プレミアリーグのエヴァートンFCに移籍。即座にネヴィル・サウスオールやポール・ジェラードといったイギリス人GKから正GKの座を勝ち取り、クラブでの重要な役割を担う。1998年4月22日、コペンハーゲンでのデンマーク戦でA代表デビューを果たし、2-0で勝利しクリーンシートを達成する。フランスW杯ではフローデ・グロダスに次ぐ第2GKの位置付けで代表メンバーに選出される。
1999年夏に足首にケガを負い、ジェラードに正GKの地位を奪われると、クラブの財政難もあり複数のクラブを期限付き移籍で渡り歩く。2001年11月、エヴァートンを去りトルコのベシクタシュJKに移籍。2002年7月にはイングランドへ戻りサンダーランドAFCでプレー。サンダーランドではトーマス・セーレンセンに次ぐ第2GKだったため、2003年10月にクリスタル・パレスFCへ期限付き移籍する。サンダーランド復帰後の2004-05シーズン、セーレンセンの移籍もあり正GKとしてリーグ戦に31試合出場し、クラブのプレミアリーグ昇格に貢献する。
2005年、サンダーランドとの契約を延長せず、ノルウェーに戻りフレドリクスタFKに移籍。2試合に出場した後、イングランドのチャールトン・アスレティックFCに2年契約で加入。当初はデンマーク代表のステファン・アンデルセンに次ぐ第2GKであったが、12月に正GKの地位を確立し、この年の残りのシーズンはクリーンシートを10回達成し、ホームでは10時間以上無失点に抑える活躍を見せた。しかし、監督のアラン・カービシュリーが退任し、期限付き移籍で加入したスコット・カーソンの台頭により2006-07シーズンは第2GKとしてスタートする。
2007年、古巣のバイキングFKに戻ったが、かつての様なプレーは出来なかった。2010年2月、ドラッグを使用していたとしてバイキングから契約を解除される。
2010年5月、コングスビンゲルに移籍。翌2011年3月に引退を表明した。

## 所属クラブ
- バイキングFK 1993-1997
- エヴァートンFC 1997-2001

→  レンジャーズFC 1999.11-1999.12 (loan)
→  バーミンガム・シティFC 2000.3-2000.5 (loan)
→  トレンメア・ローヴァーズFC 2000.11-2000.12 (loan)
→  FCコペンハーゲン 2001.3-2001.5 (loan)
- ベシクタシュJK 2001-2002
- サンダーランドAFC 2002-2005

→  クリスタル・パレスFC 2003-2004 (loan)
- フレドリクスタFK 2005.7-2005.8
- チャールトン・アスレティックFC 2005-2007
- バイキングFK 2007-2010
- コングスビンゲル 2010-2011

## 代表歴

### 出場大会
- ノルウェー代表
  - 1998 FIFAワールドカップ

### 試合数
- 国際Aマッチ 56試合 0得点（1998年-2007年）[1]

| ノルウェー代表 | 国際Aマッチ | 国際Aマッチ |
| 年             | 出場        | 得点        |
| -------------- | ----------- | ----------- |
| 1998           | 2           | 0           |
| 1999           | 4           | 0           |
| 2000           | 7           | 0           |
| 2001           | 10          | 0           |
| 2002           | 6           | 0           |
| 2003           | 0           | 0           |
| 2004           | 9           | 0           |
| 2005           | 9           | 0           |
| 2006           | 7           | 0           |
| 2007           | 2           | 0           |
| 通算           | 56          | 0           |